# Schotse voetbalbeker 1873/74
De Scottish Cup 1873/74 was het eerst gehouden Schotse voetbalbekertoernooi, dat begon op 18 oktober 1873 en eindigde op 21 maart 1974. Er deden zestien voetbalteams mee, waarbij er in totaal 38 doelpunten werden gescoord (2,38 per wedstrijd). Queen's Park won de beker door de finale tegen Clydesdale met 2-0 te winnen.

## Eerste ronde
|                 |                    |     |           |                         |
| 18 oktober 1873 | Alexandra Athletic | 2–0 | Callander | Kennyhill Park, Glasgow |
| 18 oktober 1873 |                    |     |           | Kennyhill Park, Glasgow |

|                 |             |     |                 |                      |
| 18 oktober 1873 | Renton F.C. | 2–0 | Kilmarnock F.C. | Tontine Park, Renton |
| 18 oktober 1873 |             |     |                 | Tontine Park, Renton |

|                 |            |     |                |              |
| 25 oktober 1873 | Clydesdale | 6–0 | Granville F.C. | Kinning Park |
| 25 oktober 1873 |            |     |                | Kinning Park |

|                 |              |     |               |              |
| 25 oktober 1873 | Queen's Park | 7–0 | Dumbreck F.C. | Hampden Park |
| 25 oktober 1873 |              |     |               | Hampden Park |

|             |              |     |             |                  |
| niet bekend | Eastern F.C. | 4–0 | Rovers F.C. | Barrowfield Park |
| niet bekend |              |     |             | Barrowfield Park |

|             |              |     |                 |               |
| niet bekend | Western F.C. | 0–1 | Blythswood F.C. | Regent's Park |
| niet bekend |              |     |                 | Regent's Park |

|             |                |           |                    |  |
| niet bekend | Dumbarton F.C. | Walk-over | Vale of Leven F.C. |  |
| niet bekend |                |           |                    |  |

|             |                   |           |               |  |
| niet bekend | Third Lanark A.C. | Walk-over | Southern F.C. |  |
| niet bekend |                   |           |               |  |

## Kwartfinale
|                 |            |     |               |                       |
| 8 november 1873 | Clydesdale | 1–1 | 3rd Lanark RV | Kinning Park, Glasgow |
| 8 november 1873 |            |     |               | Kinning Park, Glasgow |

|                  |              |     |         |                       |
| 22 november 1873 | Queen's Park | 1–0 | Eastern | Hampden Park, Glasgow |
| 22 november 1873 |              |     |         | Hampden Park, Glasgow |

|                  |           |     |        |                    |
| 22 november 1873 | Dumbarton | 0–0 | Renton | Townend, Dumbarton |
| 22 november 1873 |           |     |        | Townend, Dumbarton |

|             |                    |     |            |                         |
| niet bekend | Alexandra Athletic | 0–2 | Blythswood | Kennyhill Park, Glasgow |
| niet bekend |                    |     |            | Kennyhill Park, Glasgow |

## Terugwedstrijden
|                  |               |     |            |                       |
| 16 november 1873 | 3rd Lanark RV | 0–0 | Clydesdale | Cathkin Park, Glasgow |
| 16 november 1873 |               |     |            | Cathkin Park, Glasgow |

|                  |        |     |           |                      |
| 29 november 1873 | Renton | 1–0 | Dumbarton | Tontine Park, Renton |
| 29 november 1873 |        |     |           | Tontine Park, Renton |

## Tweede terugwedstrijd
|                 |            |     |               |               |
| 6 december 1873 | Clydesdale | 2–0 | 3rd Lanark RV | Neutral Venue |
| 6 december 1873 |            |     |               | Neutral Venue |

## Halve finale
|                  |              |     |        |                       |
| 13 december 1873 | Queen's Park | 2–0 | Renton | Hampden Park, Glasgow |
| 13 december 1873 |              |     |        | Hampden Park, Glasgow |

|                  |            |     |            |                       |
| 20 december 1873 | Clydesdale | 4–0 | Blythswood | Kinning Park, Glasgow |
| 20 december 1873 |            |     |            | Kinning Park, Glasgow |

## Finale
|               |                 |     |            |                                                                          |
| 21 maart 1874 | Queen's Park FC | 2–0 | Clydesdale | Hampden Park, Glasgow Toeschouwers: 2.500 Scheidsrechter: James McIntyre |
| 21 maart 1874 |                 |     |            | Hampden Park, Glasgow Toeschouwers: 2.500 Scheidsrechter: James McIntyre |

1873/74 · 1874/75 · 1875/76 · 1876/77 · 1877/78 · 1878/79 · 1879/80 · 1880/81 · 1881/82 · 1882/83 · 1883/84 · 1884/85 · 1885/86 · 1886/87 · 1887/88 · 1888/89 · 1889/90 · 1890/91 · 1891/92 · 1892/93 · 1893/94 · 1894/95 · 1895/96 · 1896/97 · 1897/98 · 1898/99 · 1899/00 · 1900/01 · 1901/02 · 1902/03 · 1903/04 · 1904/05 · 1905/06 · 1906/07 · 1907/08 · 1908/09 ·  1909/10 · 1910/11 · 1911/12 · 1912/13 · 1913/14 · 1914/15 · 1915/16 · 1916/17 · 1917/18 · 1918/19 · 1919/20 · 1920/21 · 1921/22 · 1922/23 · 1923/24 · 1924/25 · 1925/26 · 1926/27 · 1927/28 · 1928/29 · 1929/30 · 1930/31 · 1931/32 · 1932/33 · 1933/34 · 1934/35 · 1935/36 · 1936/37 · 1937/38 · 1938/39 · 1939/40 · 1940/41 · 1941/42 · 1942/43 · 1943/44 · 1944/45 · 1945/46 · 1946/47 · 1947/48 · 1948/49 · 1949/50 · 1950/51 · 1951/52 · 1952/53 · 1953/54 · 1954/55 · 1955/56 · 1956/57 · 1957/58 · 1958/59 · 1959/60 · 1960/61 · 1961/62 · 1962/63 · 1963/64 · 1964/65 · 1965/66 · 1966/67 · 1967/68 · 1968/69 · 1969/70 · 1970/71 · 1971/72 · 1972/73 · 1973/74 · 1974/75 · 1975/76 · 1976/77 · 1977/78 · 1978/79 · 1979/80 · 1980/81 · 1981/82 · 1982/83 · 1983/84 · 1984/85 · 1985/86 · 1986/87 · 1987/88 · 1988/89 · 1989/90 · 1990/91 · 1991/92 · 1992/93 · 1993/94 · 1994/95 · 1995/96 · 1996/97 · 1997/98 · 1998/99 · 1999/00 · 2000/01 · 2001/02 · 2002/03 · 2003/04 · 2004/05 · 2005/06 · 2006/07 · 2007/08 · 2008/09 · 2009/10 · 2010/11 · 2011/12 · 2012/13 · 2013/14 · 2014/15 · 2015/16 · 2016/17 · 2017/18 · 2018/19 · 2019/20 · 2020/21 · 2021/22 · 2022/23